# Piper gorgonillense
Piper gorgonillense är en pepparväxtart som beskrevs av Trel. & Yunck.. Piper gorgonillense ingår i släktet Piper och familjen pepparväxter. Inga underarter finns listade i Catalogue of Life.